# Bani Na'im
Bani Na'im, en arabe : بني نعيم,  est une ville du gouvernorat de Hébron en Palestine, située à 8 km à l'est de Hébron, au sud-ouest de la Cisjordanie.
Selon le recensement du bureau central palestinien des statistiques, la localité compte une population de 24 628 habitants en 2017.